# 베터런스 메모리얼 필드하우스
베터런스 메모리얼 필드하우스(Veterans Memorial Fieldhouse)는 미국 웨스트버지니아주 헌팅턴에 위치한 실내 경기장이다. 과거 IHL 헌팅턴 호니츠의 홈경기장으로 사용했다.